# Hydnora visseri
Espèce
Hydnora visseri est une espèce de plantes à fleurs la famille des Hydnoraceae ou des Aristolochiaceae. C'est une plante holoparasite souterraine originaire du sud-ouest de la Namibie et du nord-ouest de l'Afrique du Sud. Elle possède les lobes de tépales les plus longs de toutes les espèces du genre Hydnora. Le genre Hydnora est entièrement composé de plantes holoparasites qui s'attachent à la racine de leurs hôtes et sont limitées à l'Afrique et au sud-ouest de l'Asie.

## Description
Hydnora visseri, en tant que plante holoparasite, n'a pas de chlorophylle et dépend entièrement de ses hôtes, Euphorbia gregaria ou E. gummifera, pour toute l'eau et la nutrition. Hydnora visseri n'a ni feuilles ni racines. Le corps végétatif de la plante est un rhizome verruqueux brun qui s'étend latéralement dans le sol. Les bosses sur le rhizome des Hydnora spp. peuvent se différencier en haustoria (organes spécialisés pour parasiter la plante hôte), en boutons floraux, ou en bifurcations du rhizome. Les rhizomes, lorsqu'ils sont cassés, sont rougeâtres à roses et contiennent des niveaux élevés de tannins.
La seule partie de la plante qui émerge de la surface du sol est la grande fleur charnue. La pollinisation de l'hydnora de Visser implique un mécanisme de piège et de libération où les dermestid beetles sont retenus pendant plusieurs jours, puis libérés saupoudrés de pollen. Le fruit est une grosse baie avec des milliers de petites graines (< 1 mm de diamètre), et est généralement enterré ou juste à la surface du sol.

## Taxonomie
En Afrique du Sud et en Namibie, où Hydnora visseri peut être rencontrée, il existe quatre autres espèces du genre Hydnora, H. abyssincia, H. africana, H. longicollis et H. triceps, Hydnora visseri peut être distinguée de ces taxons par ses hôtes exclusifs Euphorbia gummifera et Euphorbia gregaria, et par ses tépales les plus longs de toutes les Hydnora spp. d'Afrique australe, 5,5–9 cm de long.
La famille des  Hydnoraceae a été versée dans les Aristolochiaceae des Piperales, sur la base d'une étude phylogénétique moderne qui a également révélé que le plastome de Hydnora visseri est très réduit par rapport aux autres plantes à photosynthèse, avec seulement 27K paires de basess.

## Étymologie
Le nom de genre Hydnora dérive du Grec ancien ὕδνον, « truffe, » en raison de la structure somatique de ce parasite racinaire.
Le nom de l'espèce (épithète spécifique) : H. visseri a été choisi d'après le professeur Johann H. Visser (1931-1990) de l'Université de Stellenbosch et auteur du texte South African Parasitic Flowering Plants.

## Distribution et habitat
Hydnora visseri pousse dans les zones à précipitations hivernales dans la région du Karas en Namibie et de la province du Cap Nord d'Afrique du Sud. Elle est présente de façon limitée et centrée autour du Fleuve Orange, et n'est présente que là où ses hôtes Euphorbia gummifera et E. gregaria sont présents. H. visseri ne se trouve pas dans le Karoo, ni dans un habitat de type Karoo, mais est présent dans une région que le WWF a appelée le Succulent-Karoo et/ou les Nama-Karoo biomes,. Hydnora visseri est plus facilement localisé en cherchant autour de la base des plantes hôtes du genre Euphorbia.

## Génomique

La carte du génome plastidique très réduit de Hydnora visseri.

Hydnora visseri possède l'un des plus petits génome chloroplastique, c'est le plus petit parmi les plantes à fleurs. Comparé au génome chloroplastique de ses plus proches parents photosynthétiques, le plastome de Hydnora visseri présente une réduction extrême à la fois en termes de taille (27 233 pb) et de contenu génique (24 gènes semblent être fonctionnels).

## Conservation
Sur la base de la Liste rouge des plantes d'Afrique du Sud, Hydnora visseri est considéré comme un taxon de préoccupation mineure en raison de sa large répartition dans les régions dotées de grandes zones protégées, telles que le Ais/Richtersveld Transfrontier Park et le Khaeb National Park.